# Catantops
Catantops es un género de saltamontes perteneciente a la subfamilia Catantopinae de la familia Acrididae, y está asignado a la tribu Catantopini. Este género se encuentra en África, incluido Madagascar, y el subcontinente indio.

## Especies
Las siguientes especies pertenecen al género Catantops:
- Catantops annexus Bolívar, 1917
- Catantops australis Jago, 1984
- Catantops brevipennis Wintrebert, 1972
- Catantops erubescens (Walker, 1870)
- Catantops humeralis Thunberg, 1815
- Catantops ituriensis Rehn, 1914
- Catantops janus Rehn, 1914
- Catantops kasengo Jago, 1994
- Catantops magnicercus Uvarov, 1953
- Catantops melanostictus Schaum, 1853
- Catantops minor Dirsh, 1956
- Catantops modestus Karny, 1917
- Catantops momboensis Sjöstedt, 1931
- Catantops nephiostictus Jago, 1984
- Catantops ochthephilus Jago, 1984
- Catantops parasylvestris Jago, 1984
- Catantops stenocrobyloides Karny, 1907
- Catantops stramineus (Walker, 1870)
- Catantops sylvestris Jago, 1984
- Catantops tanganus Dirsh, 1956
- Catantops terminalis Ramme, 1929
- Catantops trimaculatus Uvarov, 1953
- Catantops unimaculata Mahmood, Yousuf & Khaliq, 2002